# 花祭り (フォルクローレ)
「花祭り」（はなまつり）は、アンデスのフォルクローレ。現地ではスペイン語でウマワケーニョ（エル・ウマワケーニョ、El Humahuaqueño）と呼ばれている。特に日本では、アンデスのフォルクローレを代表する曲として「コンドルは飛んでいく」とともに親しまれている。

## 概要
原題である「ウマワケーニョ」とは、スペイン語で「ウマワカの（お祭り）」という意味で、ウマワカはボリビア国境にほど近いアルゼンチン北部にある町の名前である。ウマワカはアルゼンチンでは珍しいケチュア系先住民が多く住む町であり、このため、ウマワケーニョはケチュアの人々が多く住むボリビアやペルーのフォルクローレとして紹介されることも多い。
「ウマワカの谷にカーニバルが来るよ、チョリータさん」という内容の歌詞が、チャランゴやケーナ、ボンボといったアンデスフォルクローレを代表する楽器による軽快な音楽に合わせて歌われる。この曲は「カルナバリート（carnavalito）」と呼ばれるリズムの曲であるため、CDなどの曲名の紹介の欄にはウマワケーニョではなくカルナバリートと記載されていることも多い。また、スペイン語で "Fiesta de la primavera"（春の祭り）と紹介されることもある。なお、「チョリータ」とは18世紀頃にスペイン人の服装を真似て着飾った先住民の女性をさす言葉である。ボリビアやペルーには今もチョリータの慣習を守っている女性が数多く暮らしており、アンデスを特徴づける習俗の一つとなっている。なお、CDなどに収録されている歌詞のいくつかでは「チョリータイ (cholitay)」と書かれているものがあるが、これはケチュア語で「私の」を意味する接尾語 -y が語尾についたものである。
作者はエドムンド・サルディバル (Edmundo Zaldívar)であるが、もともとウマワカで歌われていたものを彼が採譜したものなのか、彼が新しく作ったものなのかは定かではないが、少なくとも首都ブエノスアイレス在住のサルディバルは作曲当時はウマワカを訪問したことはなかった。なお、同氏の墓はウマワカにある。
「花祭り」というタイトルは、フランスのシャンソンにおいてこの曲が "La Fête des Fleurs" としてカバーされたことに由来する。
ペルー出身者が主要メンバーのディアマンテスなど、この歌を持ち歌としているフォルクローレのグループは多い。
小山内たけともにより編曲されたバージョンが『名曲アルバム』で放送されたことがある（演奏は東京フィルハーモニー交響楽団、指揮は石丸寛）。このバージョンはほぼ器楽曲として演奏されているが、曲の前半部に男性のコーラスが入る。